# Szreńsk (village)
Pour les articles homonymes, voir Szreńsk.
Szreńsk (prononcé en polonais : [ʂrɛɲsk]) est un village polonais de la gmina de Szreńsk dans la powiat de Mława de la voïvodie de Mazovie dans le centre-est de la Pologne.
Le village est le siège administratif (chef-lieu) de la gmina appelée gmina de Szreńsk.
Il se situe à environ 21 kilomètres au sud-ouest de Mława (siège de la powiat) et à 107 kilomètres au nord-ouest de Varsovie (capitale de la Pologne).
Le village compte approximativement une population de 1 200 habitants en 2006.

## Histoire
De 1975 à 1998, le village appartenait administrativement à la voïvodie de Ciechanów.